# Símbols màgics d'Islàndia
A l'Islàndia medieval van existir diversos símbols màgics o rúnics presumptament acreditats amb efectes sobrenaturals.

## Rerefons
Fins a la data no s'han trobat fonts escrites anteriors al segle xvii, però han estat preservats en grimoris del mateix període i posteriors.
D'acord amb el "Museu de Futurologia i Bruixeria d'Islàndia", els efectes acreditats a molts d'aquests símbols eren molt rellevants per als islandesos d'aquell temps, els qui majoritàriament practicaven l'agricultura de subsistència i havien de lluitar amb un clima hostil.